# Малверн-Парк (Нью-Йорк)
Малверн-Парк (англ. Malverne Park Oaks) — переписна місцевість (CDP) в США, в окрузі Нассау штату Нью-Йорк. Населення — 538 осіб (2020).

## Географія
Малверн-Парк розташований за координатами 40°40′54″ пн. ш. 73°39′52″ зх. д. / 40.68167° пн. ш. 73.66444° зх. д. (40.681654, -73.664414).  За даними Бюро перепису населення США в 2010 році переписна місцевість мала площу 0,34 км², уся площа — суходіл.

## Демографія
Згідно з переписом 2010 року, у переписній місцевості мешкало 505 осіб у 183 домогосподарствах у складі 155 родин. Густота населення становила 1497 осіб/км².  Було 189 помешкань (560/км²).
Расовий склад населення:
| - 86,1 % — білих - 5,7 % — чорних або афроамериканців - 3,8 % — азіатів - 2,4 % — осіб інших рас |

До двох чи більше рас належало 2,0 %. Частка іспаномовних становила 8,7 % від усіх жителів.
За віковим діапазоном населення розподілялося таким чином: 19,4 % — особи молодші 18 років, 61,4 % — особи у віці 18—64 років, 19,2 % — особи у віці 65 років та старші. Медіана віку мешканця становила 47,9 року. На 100 осіб жіночої статі у переписній місцевості припадало 89,1 чоловіків;  на 100 жінок у віці від 18 років та старших — 86,7 чоловіків також старших 18 років.
Середній дохід на одне домашнє господарство  становив 131 322 долари США (медіана — 92 292), а середній дохід на одну сім'ю — 138 451 долар (медіана — 103 417). 
Цивільне працевлаштоване населення становило 318 осіб. Основні галузі зайнятості: освіта, охорона здоров'я та соціальна допомога — 31,8 %, фінанси, страхування та нерухомість — 18,2 %, транспорт — 14,2 %.